# 奧米茄 (喬治亞州)
奧米茄（英語：Omega）是一個位於美國喬治亞州科爾奎特縣和蒂夫特縣的城市。

## 地理
奧米茄的座標為31°20′23″N 83°35′42″W / 31.33972°N 83.59500°W，而該地的平均海拔高度為98米（即322英尺）。

## 人口
根據2010年美國人口普查的數據，奧米茄的面積為4.60平方千米，當中陸地面積為4.60平方千米，而水域面積為0.00平方千米。當地共有人口1221人，而人口密度為每平方千米265人。